# European-African-Middle Eastern Campaign Medal
La European-African-Middle Eastern Campaign Medal (en français : médaille de la campagne européenne, africaine et moyen-orientale) de la Seconde Guerre mondiale est une décoration de l'armée des États-Unis qui a été créée par une loi du Congrès et le président américain Franklin D. Roosevelt le 6 novembre 1942.
Cette médaille était accordée à tout militaire américain ayant servi durant la Seconde Guerre mondiale sur l'un des théâtres d'opérations européen, et/ou africain et/ou moyen-Orientaux entre le 7 décembre 1941 et le 2 mars 1946. Les militaires ayant participé à plusieurs grandes phases offensives ou défensives dûment répertoriées, pouvaient ajouter autant d'étoiles de service en bronze sur le ruban de la médaille.
Les bandes colorées sur le ruban représentent l'Allemagne (sur le côté gauche du ruban), l'Italie (sur le côté droit du ruban), et les États-Unis (au centre du ruban). Les zones brunes et vertes du ruban représentent le terrain de la zone de conflit, qui variait de plages et de sable, l'herbe et les forêts, aux montagnes.

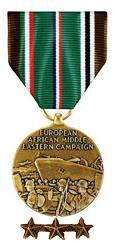

## Grandes phases offensives ou défensives donnant droit au port d'une étoile de service en bronze sur le ruban
- Guerre du désert : 11 juin 1942 – 12 février 1943
- Front de l'Ouest (Seconde Guerre mondiale) : 4 juillet 1942 – 5 juin 1944
- Opération Torch : 8 - 11 novembre 1942
- Campagne de Tunisie : 12 novembre 1942 – 13 mai 1943
- Opération Husky : 14 mai 1943 – 17 août 1943
- Campagne d'Italie : 18 août 1943 – 21 janvier 1944
- Opération Shingle: 22 janvier 1944 – 24 mai 1944
- Bataille du Monte Cassino 22 janvier 1944 – 9 septembre 1944
- Débarquement de Normandie: 6 juin 1944 – 24 juillet 1944
- Bataille de Normandie: 25 juillet 1944 – 4 septembre 1944
- Libération de la France: 15 août 1944 – 14 septembre 1944
- Ligne gothique : 10 septembre 1944 – 4 avril 1945
- Traversée du Rhin : 15 septembre 1944 – 21 mars 1945
- Ardennes-Alsace : 16 décembre 1944 – 25 janvier 1945
- Campagne d'Allemagne: 22 mars 1945 – 11 mai 1945
- Offensive de printemps 1945 en Italie: 5 avril 1945 – 8 mai 1945